# Sean Plott
Sean „Day[9]“ Plott (* 27. Juni 1986 in Leawood, Kansas) ist ein ehemaliger professioneller StarCraft: Brood War-Spieler und ist inzwischen StarCraft-II-Kommentator. Einem größeren Publikum bekannt wurde er durch seine Erfolge bei E-Sport-Turnieren sowie seine englischsprachige Webshow „The Day[9] Daily“. Parallel dazu war er Kommentator bei internationalen Starcraft-Veranstaltungen, darunter die BlizzCon, die Major League Gaming Pro Circuit, die DreamHack und die Team Liquid Star League.

## Werdegang
Sean Plott wuchs in Leawood, Kansas auf, wo er gemeinsam mit seinem Bruder professionell StarCraft: Brood War spielte.
In den Jahren 2004, 2005 und 2006 gewann er die US-Qualifikationsturniere zu den World Cyber Games, gefolgt von einem Sieg im Panamerican-Turnier 2007. Zusätzlich zu den errungenen Erfolgen als Spieler machte er sich außerdem einen Namen als Kommentator großer E-Sport-Events, bei denen er StarCraft-Spiele live kommentiert. Unter anderem kommentierte er gemeinsam mit seinem Bruder Nick „Tasteless“ Plott das StarCraft II Invitational-Turnier im Rahmen der Blizzcon 2010. Vom Magazin PC Gamer UK wurde er zum Spieler des Jahres 2010 gewählt und erreichte 2011 bei den Shorty-Awards in der Kategorie „Gaming“ den zweiten Platz.
Er machte einen Abschluss in Mathematik am Harvey Mudd College in Claremont, Kalifornien sowie einen Master of Fine Arts in Interactive Media an der University of Southern California. Im Rahmen seiner Show gab Plott am 11. Mai 2011 bekannt, sich nach Abschluss seines Studiums ausschließlich auf Starcraft II zu konzentrieren. Eine erneute Karriere als professioneller Spieler ließ er offen. Am 31. Mai 2011 erklärte er während des „State of the Game“-Podcasts die Absicht, eigene Spiele streamen zu wollen, sobald diese ein akzeptables Niveau erreichten.
Gegenwärtig wohnt er in Los Angeles, Kalifornien. Als Schlüssel seines Erfolges gibt er immer wieder seine Familie an, im Speziellen seine Mutter und seinen Bruder. Das Forbes Magazin wählte ihn im Dezember 2011 in die Liste der 30 erfolgreichsten Menschen im Entertainmentbereich unter 30.

## Erfolge
| Jahr | Turnier                                         | Platz                |
| ---- | ----------------------------------------------- | -------------------- |
| 2004 | World Cyber Games USA Qualifier 2004            | 2. Platz             |
| 2004 | World Cyber Games 2004                          | Round of 16          |
| 2005 | World Cyber Games USA Qualifier 2005            | 1. Platz             |
| 2005 | World Cyber Games 2005                          | 3. Platz in Gruppe D |
| 2006 | World Cyber Games USA Qualifier 2006            | 2. Platz             |
| 2007 | World Cyber Games PanAmerican Championship 2007 | 1. Platz             |

## Day[9] Daily
Ursprünglich rief Plott „The Day[9] Daily“ 2009 ins Leben, um hochklassige StarCraft:-Brood-War-Spiele unter dem Motto „Where we learn to be a better gamer“ („Wo wir lernen, bessere Spieler zu sein“) zu analysieren. Er war der Meinung, dass ein ausreichender Markt für E-Sport im Allgemeinen und StarCraft im Speziellen vorhanden sei. Die Webshow wird von Plott selbst als „verrückte Mischung aus Strategie, Analyse, Humor und Lebenstipps“ beschrieben.
Mit der Veröffentlichung der StarCraft II Beta-Version verschob Plott den Fokus auf dieses Spiel. In der Folgezeit etablierte sich die Show als unterhaltsamer Webcast, in der Plott Aufzeichnungen von Spielen analysiert und seinen Zuschauern StarCraft II anhand von Beispielen erklärt. Die aufgezeichneten Sendungen erreichten mehrere 100 000 Aufrufe.
In der Zeit von April 2010 und Dezember 2014 wurden 638 Folgen der Show mit ausschließlich auf Starcraft II bezogenem Inhalt produziert.